# Варваци, Владимир Николаевич
Владимир Николаевич Варваци (Комнено-Варваци)  (27 июня [9] июля 1896, Онон — 1 марта 1922, Москва) — советский военно-морской деятель, первый начальник Морских сил Северного моря (1920—1921).

## Биография
Из дворянского рода Варваци (Комнено-Варваци). Сын инженера путей сообщения. Рано потерял родителей (по одной из версий, они погибли во время Ихэтуаньского восстания в числе убитых повстанцами русских служащих Китайско-Восточной железной дороги) и воспитывался у своей тётки Юлии Ивановны Варваци в Таганроге. Окончил Таганрогскую гимназию.
В 1911 году поступил в общие классы Морского корпуса, в 1914 году по окончании их курса переведён в специальные классы корпуса. Должен был окончить корпус в 1916 году, но из-за тяжёлой болезни несколько месяцев провёл в госпитале и завершал обучение с гардемаринами следующего выпуска. Окончил Морской корпус с производством в мичманы в апреле 1917 года. Тогда же назначен вахтенным начальником на линкор «Гангут». Корабль считался боевой единицей воюющего Балтийского флота, но фактически с конца 1915 года в бездействии простоял в Гельсингфорсе. В октябре 1917 года участвовал в Октябрьской революции в Петрограде. С 12 по 17 марта 1918 года в составе первого отряда кораблей принял участие в Ледовом походе Балтийского флота из Гельсингфорса в Кронштадт.
В феврале 1918 года бывший мичман В. Н. Варваци (незадолго до этого он был уволен с флота по демобилизации) поступил на службу в Рабоче-Крестьянский Красный флот. С марта 1918 года в составе отряда матросов Балтийского флота находился на фронте под Нарвой и принимал участие в боях с германскими интервентами, где показал себя командиром, умеющим влиять на своевольную матросскую массу. С июня 1918 года — флаг-секретарь начальника дивизиона миноносцев, который в августе по внутренним водным путям перешёл с Балтийского моря на Волгу. Там миноносцы вошли в состав Волжской военной флотилии и приняли активное участие в боевых действиях гражданской войны: нанесли поражение белому отряду у Свияжска, отличились в Казанской операции. Отличившийся в этих боях В. Н. Варваци 18 сентября 1918 года назначен начальником штаба Волжской военной флотилии, а после отзыва командующего флотилий Ф. Ф. Раскольникова в Москву с ноября 1918 по апрель 1919 года исполнял одновременно должность командующего флотилией (в январе 1919 года освобождён от должности начальника штаба, оставшись командующим флотилией). В это время флотилия находилась в тыловых базах на зимнем отстое и ремонте, производила перевооружение кораблей.
С апреля 1919 года находился в Москве в распоряжении Морского штаба Республики. 19 мая 1919 года назначен командующим Северо-Двинской речной военной флотилией. Имея главной базой Котлас, Северо-Двинская флотилия всё лето 1919 года под его командованием вела напряжённые боевые действия на реке Северная Двина против флотилии английских речных мониторов и канонерских лодок и отряда речных кораблей Северной армии генерала Е. К. Миллера. Варваци под своим флагманским флагом лично участвовал в ряде боёв и за отличия был 20 сентября 1919 года награждён орденом Красного Знамени приказом РВС Республики № 233.
1 марта 1920 года была создана красная Беломорская военная флотилия, а 3 марта её командующим был назначен В. Н. Варваци (с оставлением в должности командующего Северо-Двинской речной военной флотилией). Под его командованием флотилия выполняла боевую задачу по тралению фарватеров на Белом море и на Северной Двине. 25 апреля 1920 года Беломорская военная флотилия была преобразована в Морские силы Северного моря, и их первым начальником также стал В. Н. Варваци (в должности до 28 мая 1921 года).
В 1920 году вступил в РКП(б).
С 1 июля 1921 года — старший морской начальник Восточного района Чёрного моря. Это оказалось последним его местом службы. Относительно обстоятельств кончины В. Н. Варваци в разных публикациях высказывается несколько версий, по одной из которых он был арестован и расстрелян, по второй — умер в заключении, по третьей — репрессиям не подвергался и умер в московской больнице от туберкулёза.